# Sam Querrey
Sam Austin Querrey (ur. 7 października 1987 w San Francisco) – amerykański tenisista, reprezentant w Pucharze Davisa, olimpijczyk z Pekinu (2008).
W 2006 roku Querrey oficjalnie rozpoczął karierę tenisową, jednak już w październiku 2004 roku po raz pierwszy wystąpił w turnieju zawodowym, podczas turnieju rangi ITF Futures w amerykańskim Laguna Niguel. Pojedynek z Michaelem Yanim Querrey przegrał 6:7(4), 3:6.
Pierwszy turniej rangi ATP Tour Querrey wygrał w marcu 2008 roku w Las Vegas, a ostatni w marcu 2017 roku w Acapulco. Łącznie Amerykanin triumfował w 10 turniejach kategorii ATP Tour z 20 rozegranych finałów. W 2009 roku Querrey został zwycięzcą cyklu US Open Series, wyprzedzając w klasyfikacji końcowej drugiego Andy’ego Murraya oraz trzeciego Juana Martína del Potro. Najwyżej w rankingu singlowym był na 11. miejscu w lutym 2018 roku.
W grze podwójnej Amerykanin wywalczył 5 deblowych tytułów, w tym mistrzostwo rozgrywek ATP Tour Masters 1000 w Rzymie z maja 2011 roku w parze z Johnem Isnerem. Ponadto Querrey przegrał 8 finałów gry podwójnej turniejów ATP Tour. W zestawieniu gry podwójnej Amerykanin najwyższą pozycję osiągnął w maju 2010 roku, nr 23.

## Życie prywatne
Jego ojciec nazywa się Mike, a matka nazywa się Chris. Jego młodsza siostra, Elle uprawia siatkówkę. Sam Querrey jako jedyny w rodzinie zawodowo gra w tenisa.
Querrey bardzo lubi koszykówkę. Jest fanem zespołu Los Angeles Clippers (liga NBA). Poza tym gra w golfa oraz tenisa stołowego.
Według stanu na dzień 29 stycznia 2018 roku zarobił na kortach 10 068 951 dolarów amerykańskich.

## Kariera zawodowa

### Lata juniorskie
Querrey w tym okresie wygrał dwa turnieje, USTA Spring Championships i Easter Bowl (2005). W wielkoszlemowych turniejach, US Open i French Open osiągał ćwierćfinały. Dnia 11 czerwca 2006 roku rozpoczął karierę seniorską.

### Sezon 2006
Pierwszy start Querreya w zawodach z cyklu ATP World Tour miał miejsce w San Jose, w lutym, gdzie odpadł w I rundzie. Jedynym turniejem wielkiego szlema, w którym wystartował tego roku był US Open, gdzie doszedł do II rundy. Po drodze wyeliminował Philippa Kohlschreibera 6:3, 6:4, 6:4. Spotkanie o III rundę przegrał z Gastónem Gaudio 6:3, 2:6, 1:6, 4:6. Sezon zakończył na 130. pozycji w światowym rankingu oraz z trzema wygranymi turniejami z serii ATP Challenger Tour.

### Sezon 2007 – awans do TOP 100 rankingu ATP
Nowy rok rozpoczął od debiutu w Australian Open, gdzie doszedł do III rundy. Aby zagrać dalej musiał pokonać Tommy’ego Robredo. Querrey uległ Hiszpanowi 4:6, 7:6(5), 2:6, 1:6. W lutym wziął udział w rozgrywkach w Memphis, gdzie doszedł do ćwierćfinału. Spotkanie o dalszą rundę rozegrał z Tommym Haasem, któremu uległ 2:6, 2:6. Po tygodniu Querrey po raz kolejny osiągnął ćwierćfinał, tym razem w turnieju w Las Vegas.
Tego roku zadebiutował Rolandzie Garrosie, odpadając z rywalizacji w I rundzie. W Wimbledonie, podobnie jak we Francji, również zakończył grę w I etapie. W lipcu, podczas turnieju w Indianapolis awansował do półfinału, gdzie pokonał m.in. Jamesa Blake’a. Mecz półfinałowy przegrał z Dmitrijem Tursunowem 6:7(4), 2:6. Po dwóch tygodniach, podczas turnieju ATP Masters Series w Cincinnati Querrey doszedł do ćwierćfinału, odpadając z Jamesem Blakiem. Podczas US Open Amerykanin odpadł w I rundzie.
Sezon Querrey zakończył na 63. pozycji w rankingu światowym.

### Sezon 2008 – pierwszy tytuł rangi ATP Wolrd Tour
Swój trzeci zawodowy sezon zaczął od Australian Open i tak jak przed rokiem awansował do III rundy, przegrywając tym razem z Novakiem Đokoviciem 3:6, 1:6, 3:6. W Delray Beach osiągnął półfinał, a spotkanie o finał zagrał z Keim Nishikorim. Mecz zakończył się zwycięstwem Japończyka 4:6, 6:2, 7:6(7). W marcu Querrey wziął udział w turnieju w Las Vegas, gdzie doszedł do finału, w którym pokonał Kevina Andersona 4:6, 6:3, 6:4. Były to pierwsze wygrane rozgrywki Querreya z cyklu ATP World Tour.
Podczas rywalizacji na kortach ziemnych Amerykanin uzyskał ćwierćfinał zawodów w Monte Carlo. W pojedynku o półfinał imprezy został po raz kolejny w sezonie wyeliminowany przez Novaka Đokovicia. W Rolandzie Garrosie Querrey odpadł w I rundzie, jak i w Wimbledonie.
W Indianapolis doszedł do półfinału, a mecz o finał przegrał z Gilles’em Simonem 3:6, 6:4, 4:6. W ostatnim wielkoszlemowym turnieju, US Open, osiągnął IV rundę, w której nie sprostał Rafaelowi Nadalowi przegrywając 2:6, 7:5, 6:7(2), 3:6.
W sierpniu tenisista amerykański zagrał na igrzyskach olimpijskich w Pekinie. Z rywalizacji singlowej odpadł w I rundzie po porażce z Igorem Andriejewem. Z turnieju deblowego, w którym startował razem z Jamesem Blakiem, również został wyeliminowany w I rundzie.
Sezon 2008 Querrey ukończył z jednym wygranym turniejem (Las Vegas) oraz na 39. pozycji w rankingu ATP.

### Sezon 2009
Rok 2009 rozpoczął od finału w Auckland, pokonując po drodze m.in. Davida Ferrera. Pojedynek o tytuł przegrał z Juanem Martínem del Potro 4:6, 4:6. Z wielkoszlemowego Australian Open Querrey odpadł w I rundzie. W lutym Amerykanin awansował do dwóch ćwierćfinałów, w San Jose oraz w Memphis.
W Rolandzie Garrosie przegrał w I rundzie. Na trawiastych kortach Wimbledonu doszedł do II rundy, odpadając z Marinem Čiliciem. Podczas zawodów w Newport Amerykanin osiągnął drugi finał w sezonie. Pojedynek finałowy rozegrał z Rajeevem Ramem, któremu uległ 6:7(3), 7:5, 6:3.
US Open Series Querrey rozpoczął od startu w Indianapolis awansując do finału, w którym zmierzył się z Robbym Gineprim. Querrey nie sprostał Ginepriemu i przegrał mecz 2:6, 4:6. W Los Angeles Querrey po raz kolejny w sezonie uzyskał finał, w którym zmierzył się z Carstenem Ballem. Amerykanin wygrał pojedynek 6:4, 3:6, 6:1, a zarazem i całą imprezę. W rozgrywkach ATP World Tour Masters 1000 w Cincinnati doszedł do III rundy, pokonując Andy’ego Roddicka 7:6(11), 7:6(3). W meczu o ćwierćfinał nie sprostał Lleytonowi Hewittowi. W New Haven Querrey osiągnął kolejny finał, pokonując po drodze m.in. Nikołaja Dawydienkę oraz José Acasuso. W meczu o tytuł zagrał z Fernando Verdasco. Spotkanie zakończyło się w dwóch setach dla Hiszpana 6:4, 7:6(6). Querrey dzięki temu, że wywalczył w tej edycji US Open Series trzy finały (Indianapolis, Los Angeles i New Haven), z których wygrał w Los Angeles stał się zwycięzcą całego cyklu.

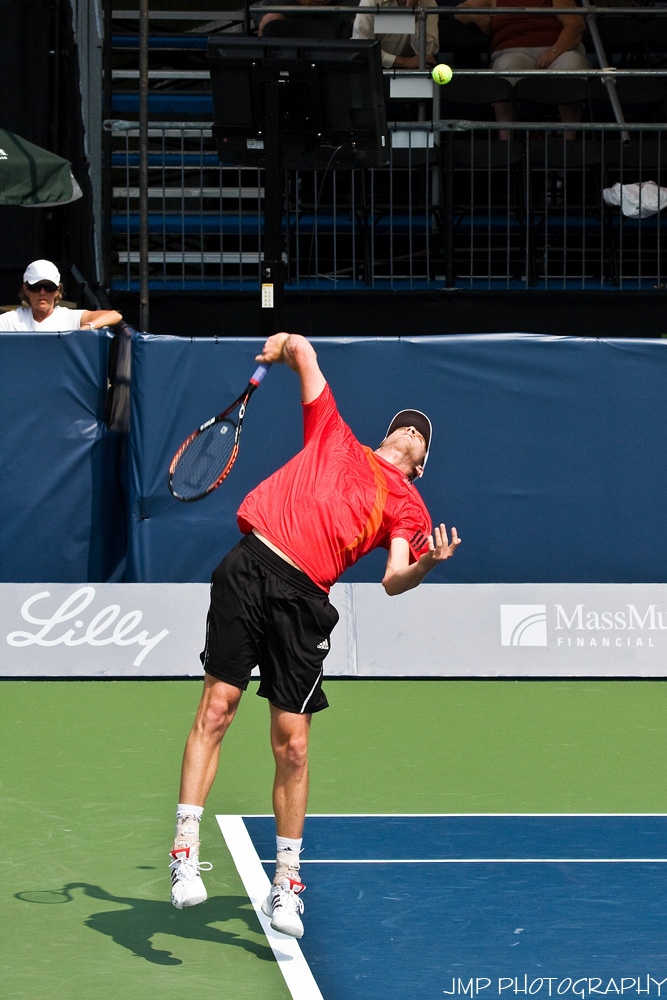
Querrey podczas turnieju w Indianapolis, 2009

Ostatni wielkoszlemowy w sezonie turniej, US Open, Amerykanin rozpoczął od zwycięstwa w trzech setach nad Michaelem Yanim. Drugą rundę przeszedł w podobnym stylu, natomiast w meczu o IV fazę turnieju zagrał z Robinem Söderlingiem, który pokonał Amerykanina 6:2, 7:5, 6:7(6), 6:1. W Bangkoku, podczas treningu Querrey doznał kontuzji ramienia, która wyeliminowała go z gry do końca sezonu.
Rok zakończył na 25. miejscu w klasyfikacji ATP.

### Sezon 2010 – cztery tytuły, miejsce w TOP 20 na koniec sezonu
Po ponad 3 miesięcznej przerwie spowodowanej urazem powrócił do tenisa na turniej w Brisbane. Amerykanin w I rundzie zmierzył się z Jamesem Blakiem. Querrey przegrał pojedynek 6:4, 3:6, 4:6. Z wielkoszlemowego Australian Open odpadł w I rundzie z po porażce w czterech setach z Rainerem Schüttlerem. Na początku lutego wziął udział w turnieju w San Josè. W grze pojedynczej doszedł do półfinału (porażka z Roddickiem w trzech setach), a w deblu wygrał swój pierwszy turniej ATP World Tour. Wspólnie z Mardym Fishem doszli do finału bez straty seta, a w meczu o tytuł pokonał debel Benjamin Becker-Leonardo Mayer 7:6(3), 7:5.
W dniach 14–21 lutego wystartował w turnieju w Memphis. W singlu rozgrywki zakończyły się zwycięstwem Querreya, który w drodze po tytuł pokonał m.in. Roddicka, Ernestsa Gulbisa, a w finale wynikiem 6:7(3), 7:6(5), 6:3 wygrał z Johnem Isnerem. Ponadto w grze podwójnej również odniósł triumf, partnerując Isnerowi. Amerykańska para wyeliminowała broniący tytuł debel Mardy Fish-Mark Knowles, a pojedynku finałowym pokonała 6:4, 6:4 duet Ross Hutchins-Jordan Kerr.
Sezon gry na nawierzchni ziemnej Querrey rozpoczął od turnieju w Houston. Amerykanin doszedł tam do finału, eliminując finalistę z 2009 roku, Wayne’a Odesnika. Spotkanie finałowe ostatecznie przegrał 7:5, 4:6, 3:6 z Juanem Ignacio Chelą. W maju, podczas turnieju ATP World Tour Masters 1000, w Rzymie doszedł do finału rozgrywek deblowych, grając w parze z Johnem Isnerem. W finale przegrali z parą Bob Bryan-Mike Bryan 2:6, 3:6. W swoim kolejnym starcie, na kortach ziemnych w Belgradzie, Querrey osiągnął finał. W pojedynku finałowym po raz kolejny zmierzył się z Johnem Isnerem. Mecz zakończył się zwycięstwem Querreya 3:6, 7:6(4), 6:4. Był to tym samym pierwszy tytuł Amerykanina na nawierzchni ziemnej. Wielkoszlemowy Roland Garros zakończył w I rundzie po porażce z Robbym Gineprim, po czterosetowym pojedynku.
Na kortach trawiastych w Londynie (Queen’s) Amerykanin odniósł swoje piąte zawodowe zwycięstwo w karierze. Querrey stracił w całym turnieju jednego seta, w pojedynku półfinałowym z Rainerem Schüttlerem. W finale pokonał wynikiem 7:6(3), 7:5 Mardy’ego Fisha. Podczas Wimbledonu Querrey doszedł do IV rundy, gdzie przegrał z Andym Murrayem 5:7, 3:6, 4:6.
Podczas cyklu turniejów wchodzących w skład US Open Series Amerykanin doszedł na przełomie lipca i sierpnia do finału zawodów w Los Angeles. Querrey wygrał czwarty w sezonie turniej, a w finale pokonał po raz pierwszy w karierze Andy’ego Murraya 5:7, 7:6(2), 6:3, broniąc w drugim secie piłki meczowej. Podczas US Open Amerykanin doszedł do IV rundy, eliminując m.in. Nicolása Almagro. Spotkanie o ćwierćfinał przegrał w pięciu setach ze Stanislasem Wawrinką.
Na koniec sezonu Querrey zajmował 18. pozycję w zestawieniu ATP.

### Sezon 2011
Rok zainaugurował od turnieju w Sydney, gdzie został pokonany w swoim pierwszym meczu przez Ołeksandra Dołhopołowa. Również podczas Australian Open Querrey przegrał swój pierwszy pojedynek, z Łukaszem Kubotem. W połowie lutego Amerykanin wystartował w Memphis, gdzie grał jako obrońca tytułu. Querrey osiągnął tam ćwierćfinał po wyeliminowaniu Denisa Istomina oraz Briana Dabula. W meczu o półfinał nie sprostał Mardy’emu Fishowi.
Okres gry na kortach ziemnych Querrey rozpoczął od zawodów w Houston. Amerykanin dotarł do finału gry podwójnej, tworząc parę z Johnem Isnerem. Pojedynek finałowy przegrali z Bobem i Mikiem Bryanami. W połowie maja, Querrey razem z Isnerem wygrali rywalizację deblową w Rzymie. W finale wygrali poprzez walkower z Mardym Fishem i Andym Roddickiem, ze względu na kontuzję ramienia jakiej doznał Roddick. Podczas Rolanda Garrosa Querrey doszedł do II rundy po pokonaniu Philippa Kohlschreibera. Spotkanie o dalszą rundę przegrał z Ivanem Ljubičiciem.
W czerwcu Querrey doznał urazu łokcia, przez co poddał się operacji. W rezultacie wycofał się z Wimbledonu, a także z US Open. Na początku listopada amerykański tenisista wystartował w Walencji dochodząc do ćwierćfinału, po wygranej z Jo-Wilfriedem Tsongą. Pojedynek o awans do następnej rundy Querrey przegrał z Juanem Martínem del Potro.
Sezon 2011 Amerykanin zakończył na 93. pozycji w klasyfikacji ATP.

### Sezon 2012

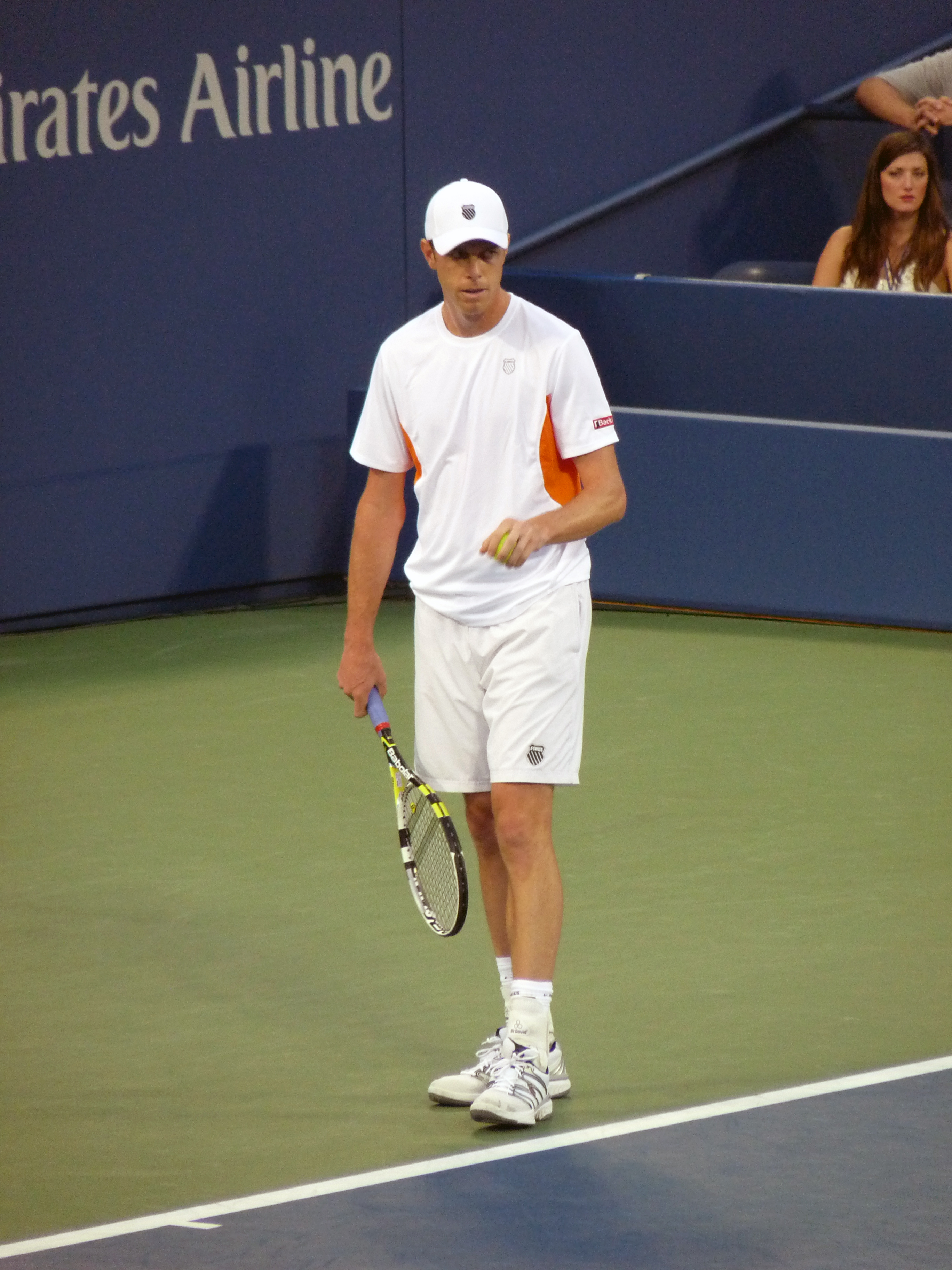
Querrey podczas US Open, 2012

Na początku sezonu Querrey zagrał w Australian Open odpadając z rywalizacji w II rundzie po porażce z Bernardem Tomiciem. Pod koniec lutego Amerykanin osiągnął ćwierćfinał zawodów w Memphis. Spotkanie o rundę półfinałową przegrał z Radkiem Štěpánkiem. W zawodach kategorii ATP World Tour Masters 1000 na kortach Indian Wells Querrey odpadł w II rundzie po porażce z Nicolásem Almagro. W grze podwójnej w parze z Johnem Isnerem doszli do finału turnieju. W meczu o mistrzostwo lepsi od nich okazali się Marc López oraz Rafael Nadal.
Sezon gry na kortach ziemnych Querrey rozpoczął od zawodów w Houston, gdzie w parze z Jamesem Blake’iem wywalczył czwarty tytuł deblowy, pokonując w finale parę Treat Huey oraz Dominic Inglot 7:6(14), 6:4. Pod koniec maja Amerykanin zagrał w wielkoszlemowym Rolandzie Garrosie odpadając w I rundzie po porażce z Janko Tipsareviciem.
W czerwcu, miesiącu kiedy tenisiści rywalizują na podłożu trawiastym, Querrey doszedł do półfinału w londyńskim Queen’s, pokonując na swojej drodze m.in. Juliena Benneteau. Amerykanin mecz o dalszą rundę przegrał z Marinem Čiliciem w trzech setach. Na Wimbledonie Querrey dotarł do III rundy po wyeliminowaniu m.in. Milosa Raonica. Spotkanie z Marinem Čiliciem o awans do dalszej fazy turnieju Amerykanin przegrał po 5 godz. 31 min. rezultatem 6:7(6), 4:6, 7:6(2), 7:6(3), 15:17. Był to drugi pod względem długości pojedynek w historii turnieju.
Pierwszy tytuł po prawie dwuletniej przerwie w grze singlowej Querrey wywalczył w Los Angeles, gdzie triumfował po raz trzeci z rzędu. Amerykanin po drodze nie przegrał seta, a finałowe spotkanie wygrał 6:0, 6:2 z Ričardasem Berankisem. W sierpniu razem z Kevinem Andersonem Querrey osiągnął finał rozgrywek w Waszyngtonie w grze podwójnej. W ostatnim spotkaniu ulegli parze Treat Conrad Huey-Dominic Inglot 6:7(7), 7:6(9), 5-10. Amerykanin zagrał również w grze pojedynczej docierając do półfinału, w którym nie sprostał Ołeksandrowi Dołhopołowi. Do kolejnego półfinału Querrey awansował w Winston-Salem przegrywając jednak z Tomášem Berdychem. Na US Open Amerykanin doszedł do III rundy, ponosząc kolejną w sezonie porażkę z Berdychem.
Na początku października Querrey awansował do ćwierćfinału turnieju w Pekinie, gdzie uległ Feliciano Lópezowi. Ostatni w sezonie turniej Amerykanin zagrał w turnieju z serii ATP World Tour Masters 1000 w Paryżu osiągając ćwierćfinał po wyeliminowaniu m.in. Novaka Đokovicia. Spotkanie o awans do półfinału Querrey przegrał z Michaëlem Llodrą.
2012 rok zawodnik zakończył na 22. miejscu w klasyfikacji gry pojedynczej.

### Sezon 2013
Pierwszy turniej w sezonie Querrey zagrał w Auckland, dochodząc do półfinału, w którym nie sprostał Philippowi Kohlschreiberowi. Na Australian Open osiągnął III rundę, w której poniósł porażkę ze Stanislasem Wawrinką. W połowie lutego tenisista amerykański awansował do półfinału w San José, przegrywając z Milosem Raoniciem.
Zarówno w Indian Wells, jak i w Miami osiągnął ćwierćfinał zawodów. W pierwszym z turniejów rangi ATP World Tour Masters 1000 uległ Novakowi Đokoviciowi, a w drugim odpadł po pojedynku z Tomášem Berdychem.
Podczas sezonu na kortach ziemnych w Europie Querrey, w maju, osiągnął ćwierćfinał zawodów w Nicei, przegrywając z Édouardem Rogerem-Vasselinem. Na Rolandzie Garrosie Amerykanin dotarł do III rundy, po zwycięstwach z Lukášem Lacko i Janem Hájkiem. Pojedynek o dalszą rundę przegrał w pięciu setach z Gillesem Simonem.
Pod koniec czerwca Amerykanin zagrał w Wimbledonie, odpadając w I rundzie po pięciosetowym meczu z Bernardem Tomiciem.
W sierpniu, w trakcie trwania cyklu US Open Series, Querrey awansował do półfinału w Winston-Salem, eliminując m.in. w III rundzie Jarkko Nieminena, przeciwko któremu obronił kilka piłek meczowych. W spotkaniu o uczestnictwo w finale nie sprostał Jürgenowi Melzerowi. Na US Open Amerykanin po pokonaniu w I rundzie Guido Pelli przegrał następnie z Adrianem Mannarino.

### Sezon 2014
Podczas Australian Open Querrey awansował do III rundy, po wygranych z Santiago Giraldem i Ernestsem Gulbisem. Amerykanin przegrał następnie z Fabio Fogninim w trzech setach.
Na początku kwietnia tenisista ze Stanów Zjednoczonych awansował do pierwszego w sezonie półfinału, na ziemnych kortach w Houston, gdzie wyeliminował m.in. Lleytona Hewitta. Odpadł poprzez walkower z Nicolásem Almagrem z powodu bólu pleców. W maju, w ramach Rolanda Garrosa Querrey dotarł do II rundy. Wyeliminował Filippo Volandriego, a poniósł porażkę z Dmitrijem Tursunowem.
W czerwcu, na trawiastych kortach w Eastbourne Querrey osiągnął półfinał, w którym uległ Feliciano Lópezowi. Na Wimbledonie awansował do II rundy, po pokonaniu Bradleya Klahna. Odpadł po porażce 6:4, 6:7(2), 7:6(4), 3:6, 12:14 z Jo-Wilfriedem Tsongą.
Podczas US Open Series Querrey pod koniec lipca osiągnął finał gry podwójnej w Atlancie, w parze ze Steve’em Johnsonem. Spotkanie o tytuł para amerykańska przegrała z Vaskiem Pospisilem i Jackiem Sockiem 3:6, 7:5, 5–10.

### Sezon 2015 – finał US Open w grze mieszanej

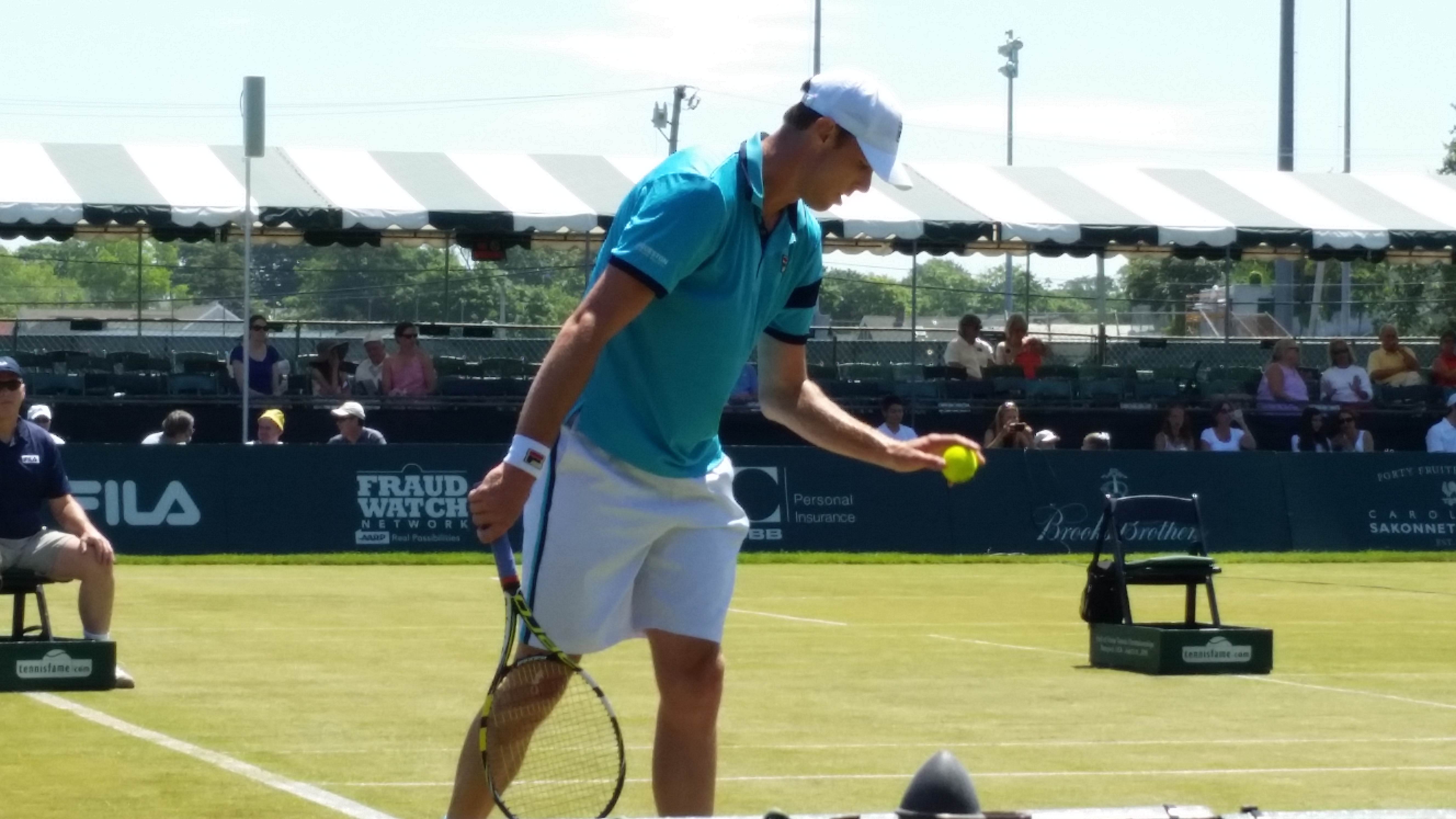
Querrey podczas turnieju w Newport, 2015

Amerykanin rozpoczął kolejny sezon od porażek w 1. rundach turniejów w Brisbane (przegrał z Bernardem Tomicem), tydzień później w Sydney (nie sprostał Jérémiemu Chardemu), a podczas wielkoszlemowego Australian Open uległ Vaskowi Pospisilowi, ponownie odpadając w pierwszej rundzie.
Od drugiej połowy lutego występował jedynie w amerykańskich turniejach. W Memphis osiągnął półfinał po wyeliminowaniu m.in. w ćwierćfinale Johna Isnera. Querrey poniósł później porażkę z Keim Nishikorim 7:5, 6:7(5), 6:7(5). W trzech następnych zawodach rozgrywanych w Stanach Zjednoczonych (Delray Beach, Indian Wells, Miami) awansował nie dalej jak do 2. rundy. W kwietniu, podczas turnieju w Houston, osiągnął finał rozgrywek, lecz uległ w nim Jackowi Sockowi wynikiem 6:7(9), 6:7(2), a wyczyn ten powtórzył dwa miesiące później w Nottingham, w którym przegrał z Denisem Istominem.
Podczas Wimbledonu Amerykanin wygrał jeden pojedynek z zawodnikiem z kwalifikacji Igorem Sijslingiem, by w następnej rundzie ulec późniejszemu finaliście Rogerowi Federerowi.
Przygotowania do US Open Querrey rozpoczął od występu w Newport, ale odpadł w 2. rundzie. Po niecałym miesiącu przerwy wystąpił w Waszyngtonie, w 3. rundzie ulegając 6:7(2), 6:7(3) Marinowi Čiliciowi. W ostatnich turniejach z cyklu US Open Series w Montrealu, Cincinnati oraz w Winston-Salem przygodę z zawodami kończył po jednym wygranym spotkaniu.
W turnieju singla US Open Querrey odpadł już w 1. rundzie po 3-setowym meczu z Nicolas Mahutem. W parze ze Steve’em Johnsonem dotarł do półfinału debla, a w meczu mistrzowskim gry mieszanej wraz z Bethanie Mattek-Sands ulegli Martinie Hingis i Leandrowi Paesowi.

### Sezon 2016 – pierwszy ćwierćfinał w Wielki Szlemie

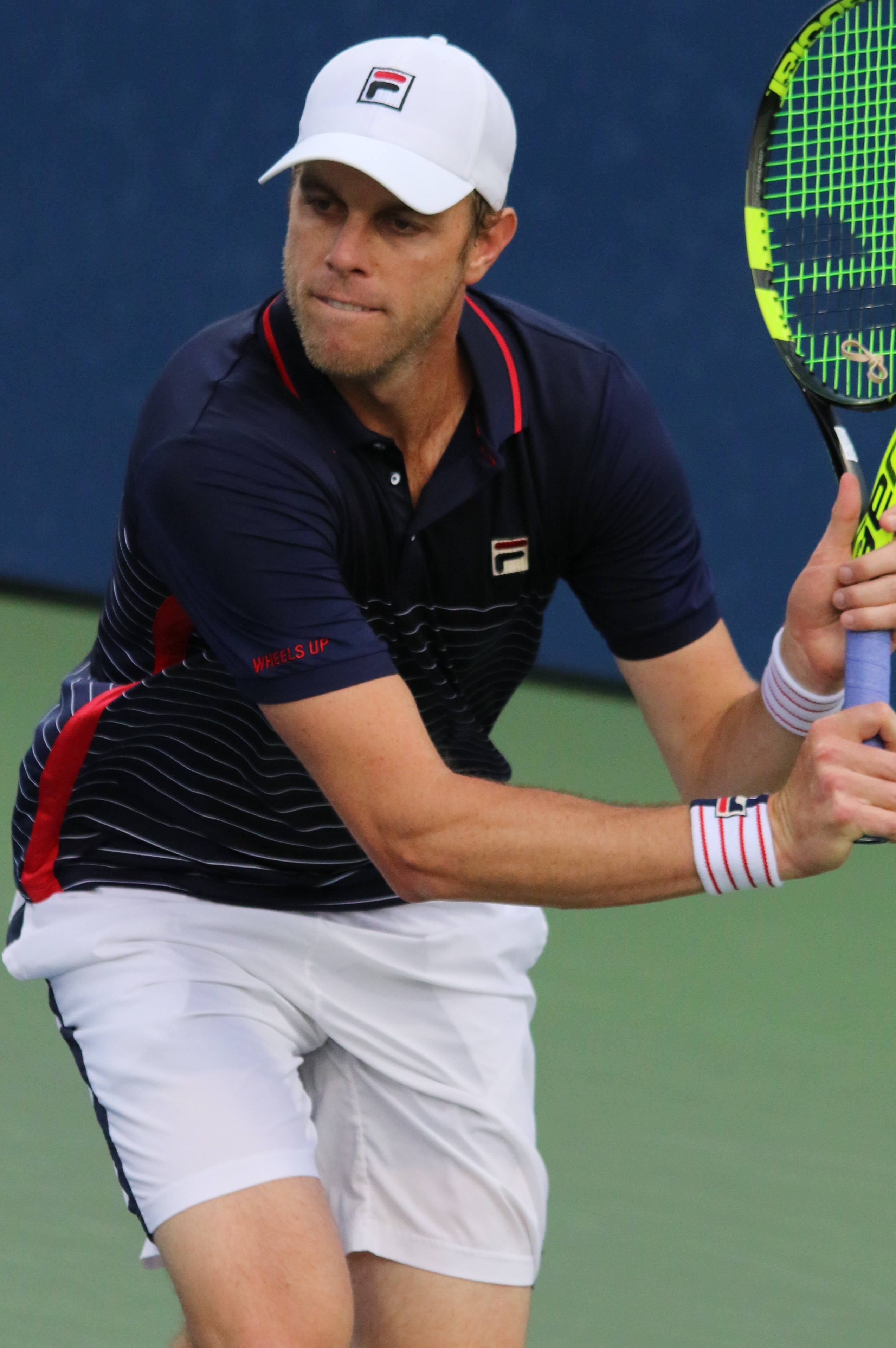
Querrey podczas US Open, 2016

Amerykanin sezon rozpoczął od startu w Auckland, jednakże odpadł w 2. rundzie, a pokonał go John Isner. Podczas wielkoszlemowego Australian Open Querrey po czwartym secie 1. rundy skreczował w pojedynku z Dušanem Lajoviciem.
W połowie lutego dotarł do finału gry podwójnej w Memphis wspólnie ze Steve’em Johnsonem, lecz przegrali 4:6, 4:6 z Mariuszem Fyrstenbergiem i Santiagiem Gonzálezem. Następnie wystartował w Delray Beach zatriumfował po raz pierwszy od lipca 2012 roku w zawodach singlowych. W finale okazał się lepszym od Rajeeva Rama. Po zwycięstwie w Delray Beach Amerykanin zagrał w Acapulco dochodząc do półfinału, w którym został wyeliminowany przez Dominika Thiema.
Na nawierzchni ziemnej najdalej awansował do ćwierćfinału w Houston. Był również w 3. rundzie zawodów w Madrycie, a z French Open odpadł w 1. rundzie.
Podczas sezonu na kortach trawiastych Querrey awansował do półfinału w ’s-Hertogenbosch, a na Wimbledonie osiągnął pierwszy w karierze ćwierćfinał rozgrywek Wielkiego Szlema. W 3. rundzie pokonał lidera rankingu Novaka Đokovicia kończąc Serbowi serię 30 kolejnych zwycięstw w turniejach wielkoszlemowych. W meczu o udział w półfinale poniósł porażkę z Milosem Raoniciem.
Na betonowym podłożu w Stanach Zjednoczonych doszedł w sierpniu do ćwierćfinału w Waszyngtonie, a na US Open przegrał w 1. rundzie.

### Sezon 2017 – półfinał Wimbledonu, miejsce w TOP 20 na koniec sezonu
W sezonie 2017 Sam Querrey wygrał dwa turnieje, na kortach w Acapulco i Los Cabos. Tytuł w Acapulco zdobył w marcu eliminując m.in. trzech graczy z czołowej dziesiątki rankingu ATP – w drugiej rundzie Davida Goffina (nr 10. ATP), ćwierćfinale Dominika Thiema (nr 8. ATP) i w finale Rafaela Nadala (nr 6. ATP). Sukces w Los Cabos Amerykanin odniósł w sierpniu, a w finale pokonał Thanasiego Kokkinakisa.
Startując w imprezach zaliczanych do Wielkiego Szlema Querrey przegrał w 3. rundzie Australian Open z Andym Murrayem, a potem w 1. rundzie French Open z Chungiem Hyeonem. Następnie osiągnął pierwszy w karierze półfinał w zawodach tej kategorii, na Wimbledonie. W 3. rundzie wygrał pięciosetowy mecz z Jo-Wilfriedem Tsongą (nr 10. ATP), a w kolejnej rundzie również pięciosetową rywalizację z Kevinem Andersonem. W ćwierćfinale Amerykanin wyeliminował po kolejnym pięciosetowym meczu lidera rankingu Andy’ego Murraya, a w grze o finał zmierzył się z Marinem Čiliciem, któremu uległ w czterech setach. Ostatnim Amerykaninem, który osiągnął półfinał Wimbledonu przed Querreyem był w 2009 roku Andy Roddick. Na US Open Querrey awansował do ćwierćfinału tracąc po drodze jednego seta, w 3. rundzie z Radu Albotem. Spotkanie o uczestnictwo w półfinale zakończył porażką czterosetową z Kevinem Andersonem.
Querrey osiągnął także trzy ćwierćfinały w roku 2017, w Delray Beach w lutym, Houston w kwietniu i Genewie w maju. W Genewie tenisista amerykański odniósł zwycięstwo nr 300 w cyklu ATP World Tour, po meczu 1. rundy z Danielem Altmaierem.

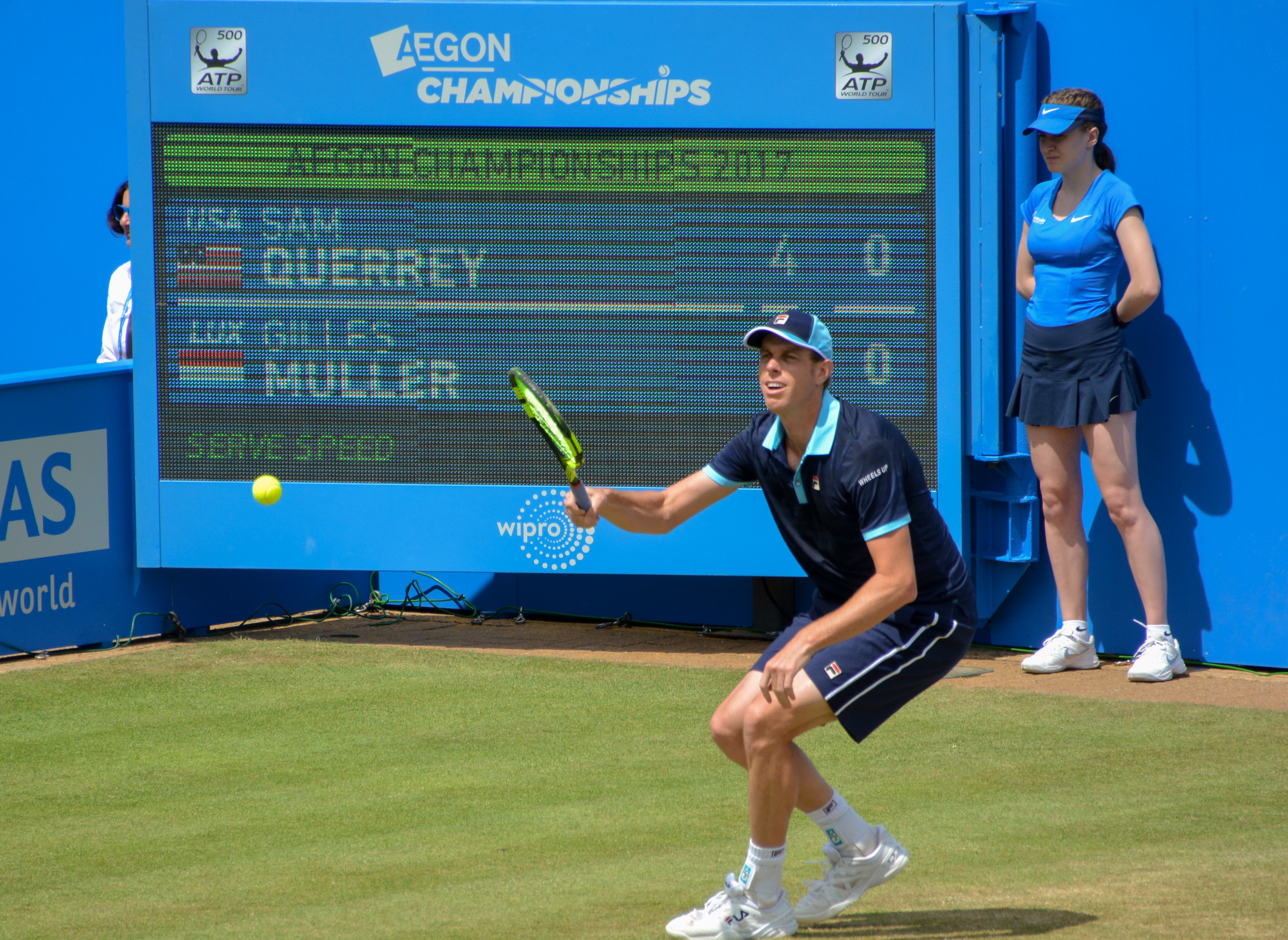
Querrey podczas zawodów w Londynie, 2017

Amerykanin do końca sezonu miał szansę na kwalifikację do kończącego sezon turnieju ATP Finals, ale stracił tę możliwość po odpadnięciu w 2. rundzie rozgrywek w Paryżu z Filipem Krajinoviciem.
Querrey grał również w zawodach gry podwójnej, zostając finalistą dwóch z nich, na początku stycznia w Brisbane i w październiku w Wiedniu. W Brisbane startował wspólnie z Gillesem Müllerem, a w stolicy Austrii z Marcelem Demolinerem.
W całym roku 2017 rozegrał 57 meczów singlowych odnosząc 36 zwycięstw. Dnia 30 października został sklasyfikowany na 13. miejscu w klasyfikacji ATP i na tej pozycji zakończył sezon.

### Sezon 2018
Podczas sezonu 2018 Querrey zagrał w sumie 46 meczów, a 26 zakończył zwycięstwem. Najdalej awansował do finału w Nowym Jorku w połowie lutego. Zawody rozgrywane w hali zakończył porażką po tie-breaku w trzecim secie z Kevinem Andersonem.
W Wielkim Szlemie osiągnął bilans zwycięstw i porażek 4–4, najlepszy wynik uzyskując podczas Wimbledonu, gdzie odpadł w trzeciej rundzie. W cyklu ATP World Tour Masters 1000 został ćwierćfinalistą w Indian Wells. Amerykanin był także w ćwierćfinałach w Londynie (Queen’s) i Chengdu.
Dnia 26 lutego klasyfikowany był najwyżej w rankingu ATP w karierze, na 11. miejscu, a sezon zakończył jako nr 51. na świecie.

### Sezon 2019 – kontuzje i ćwierćfinał Wimbledonu
Od kwietnia do drugiej połowy czerwca Querrey nie grał w turniejach z powodu urazu brzucha. Problemy zdrowotne uniemożliwiły Amerykaninowi grę także w lipcu i na początku sierpnia.
Querrey został w sezonie finalistą jednego turnieju, pod koniec czerwca na trawiastych kortach w Eastbourne, rozgrywając pierwszy turniej po blisko trzymiesięcznej przerwie. Finałowy pojedynek przegrał w dwóch setach z Taylorem Fritzem. W lutym osiągnął półfinał w Nowym Jorku, a w kwietniu w Houston. W październiku był także w ćwierćfinałach w Pekinie i Sztokholmie.
W zawodach wielkoszlemowych awansował do ćwierćfinału Wimbledonu, rozpoczynając rywalizację od pokonania Dominika Thiema (nr 4. w rozstawieniu) w czterech setach. Mecz o udział w półfinale tenisista amerykański zakończył porażką czterosetową z Rafaelem Nadalem. Był to trzeci ćwierćfinał Querreya w turnieju w czterech kolejnych startach. Z powodu urazu brzucha nie zagrał we French Open, po raz pierwszy opuszczając zawody Wielkiego Szlema od French Open 2011.
Sezon zakończył z bilansem zwycięstw i porażek 24–17 i na 44. miejscu w klasyfikacji ATP.

### Puchar Davisa
W reprezentacji zadebiutował w 2008 roku podczas półfinałowej rywalizacji z Hiszpanią. Swoje oba spotkania Amerykanin przegrał z Rafaelem Nadalem i Feliciano Lópezem. Końcowy wynik konfrontacji to 4:1 dla Hiszpanów.
W roku 2010 po raz kolejny wystąpił w drużynie, podczas rywalizacji w I rundzie z Serbią. Querrey przegrał w swoim pierwszym meczu z Novakiem Đokoviciem 2:6, 6:7(4), 6:2, 3:6, a w swoim kolejnym pojedynku pokonał 7:5, 6:2 Viktora Troickiego. Ostatecznie Amerykanie przegrali rywalizację 2:3. We wrześniu wystartował w barażach o utrzymanie USA w Grupie światowej w rywalizacji z Kolumbią. Swój singlowy mecz Querrey przegrał z Santiago Giraldo, ale Amerykanie wygrali rundę 3:1.
Po rocznej przerwie, we wrześniu 2012 roku ponownie zagrał w zawodach, w półfinale przeciw Hiszpanii. Amerykanie ponieśli porażkę 1:3, a Querrey przegrał pojedynek otwierający rywalizację z Davidem Ferrerem.

### Finały w turniejach ATP Tour
| Legenda                                      |
| -------------------------------------------- |
| Wielki Szlem                                 |
| Igrzyska olimpijskie                         |
| Tennis Masters Cup / ATP Finals              |
| ATP Masters Series / ATP Tour Masters 1000   |
| ATP International Series Gold / ATP Tour 500 |
| ATP International Series / ATP Tour 250      |

#### Gra pojedyncza (10–10)
| Końcowy wynik | Nr  | Data             | Turniej      | Nawierzchnia  | Przeciwnik            | Wynik finału        |
| ------------- | --- | ---------------- | ------------ | ------------- | --------------------- | ------------------- |
| Zwycięzca     | 1.  | 9 marca 2008     | Las Vegas    | Twarda        | Kevin Anderson        | 4:6, 6:3, 6:4       |
| Finalista     | 1.  | 17 stycznia 2009 | Auckland     | Twarda        | Juan Martín del Potro | 4:6, 4:6            |
| Finalista     | 2.  | 12 lipca 2009    | Newport      | Trawiasta     | Rajeev Ram            | 7:6(3), 5:7, 3:6    |
| Finalista     | 3.  | 25 lipca 2009    | Indianapolis | Twarda        | Robby Ginepri         | 2:6, 4:6            |
| Zwycięzca     | 2.  | 2 sierpnia 2009  | Los Angeles  | Twarda        | Carsten Ball          | 6:4, 3:6, 6:1       |
| Finalista     | 4.  | 29 sierpnia 2009 | New Haven    | Twarda        | Fernando Verdasco     | 4:6, 6:7(6)         |
| Zwycięzca     | 3.  | 21 lutego 2010   | Memphis      | Twarda (hala) | John Isner            | 6:7(3), 7:6(5), 6:3 |
| Finalista     | 5.  | 11 kwietnia 2010 | Houston      | Ceglana       | Juan Ignacio Chela    | 7:5, 4:6, 3:6       |
| Zwycięzca     | 4.  | 10 maja 2010     | Belgrad      | Ceglana       | John Isner            | 3:6, 7:6(4), 6:4    |
| Zwycięzca     | 5.  | 13 czerwca 2010  | Londyn       | Trawiasta     | Mardy Fish            | 7:6(3), 7:5         |
| Zwycięzca     | 6.  | 1 sierpnia 2010  | Los Angeles  | Twarda        | Andy Murray           | 5:7, 7:6(2), 6:3    |
| Zwycięzca     | 7.  | 29 lipca 2012    | Los Angeles  | Twarda        | Ričardas Berankis     | 6:0, 6:2            |
| Finalista     | 6.  | 12 kwietnia 2015 | Houston      | Ceglana       | Jack Sock             | 6:7(9), 6:7(2)      |
| Finalista     | 7.  | 27 czerwca 2015  | Nottingham   | Trawiasta     | Denis Istomin         | 6:7(1), 6:7(6)      |
| Zwycięzca     | 8.  | 21 lutego 2016   | Delray Beach | Twarda        | Rajeev Ram            | 6:4, 7:6(6)         |
| Zwycięzca     | 9.  | 5 marca 2017     | Acapulco     | Twarda        | Rafael Nadal          | 6:3, 7:6(3)         |
| Zwycięzca     | 10. | 6 sierpnia 2017  | Los Cabos    | Twarda        | Thanasi Kokkinakis    | 6:3, 3:6, 6:2       |
| Finalista     | 8.  | 18 lutego 2018   | Nowy Jork    | Twarda (hala) | Kevin Anderson        | 6:4, 3:6, 6:7(1)    |
| Finalista     | 9.  | 29 czerwca 2019  | Eastbourne   | Trawiasta     | Taylor Fritz          | 3:6, 4:6            |
| Finalista     | 10. | 26 czerwca 2021  | Santa Ponça  | Trawiasta     | Daniił Miedwiediew    | 4:6, 2:6            |

#### Gra podwójna (5–8)
| Końcowy wynik | Nr | Data                 | Turniej      | Nawierzchnia  | Partner           | Przeciwnicy                           | Wynik finału         |
| ------------- | -- | -------------------- | ------------ | ------------- | ----------------- | ------------------------------------- | -------------------- |
| Zwycięzca     | 1. | 14 lutego 2010       | San José     | Twarda (hala) | Mardy Fish        | Benjamin Becker Leonardo Mayer        | 7:6(3), 7:5          |
| Zwycięzca     | 2. | 21 lutego 2010       | Memphis      | Twarda (hala) | John Isner        | Ross Hutchins Jordan Kerr             | 6:4, 6:4             |
| Finalista     | 1. | 2 maja 2010          | Rzym         | Ceglana       | John Isner        | Bob Bryan Mike Bryan                  | 2:6, 3:6             |
| Finalista     | 2. | 10 kwietnia 2011     | Houston      | Ceglana       | John Isner        | Bob Bryan Mike Bryan                  | 7:6(4), 2:6, 5–10    |
| Zwycięzca     | 3. | 15 maja 2011         | Rzym         | Ceglana       | John Isner        | Mardy Fish Andy Roddick               | walkower             |
| Finalista     | 3. | 18 marca 2012        | Indian Wells | Twarda        | John Isner        | Marc López Rafael Nadal               | 2:6, 6:7(3)          |
| Zwycięzca     | 4. | 15 kwietnia 2012     | Houston      | Ceglana       | James Blake       | Treat Huey Dominic Inglot             | 7:6(14), 6:4         |
| Finalista     | 4. | 5 sierpnia 2012      | Waszyngton   | Twarda        | Kevin Anderson    | Treat Huey Dominic Inglot             | 6:7(7), 7:6(9), 5–10 |
| Finalista     | 5. | 27 lipca 2014        | Atlanta      | Twarda        | Steve Johnson     | Vasek Pospisil Jack Sock              | 3:6, 7:5, 5–10       |
| Finalista     | 6. | 16 lutego 2016       | Memphis      | Twarda (hala) | Steve Johnson     | Mariusz Fyrstenberg Santiago González | 4:6, 4:6             |
| Zwycięzca     | 5. | 21 maja 2016         | Genewa       | Ceglana       | Steve Johnson     | Raven Klaasen Rajeev Ram              | 6:4, 6:1             |
| Finalista     | 7. | 8 stycznia 2017      | Brisbane     | Twarda        | Gilles Müller     | Thanasi Kokkinakis Jordan Thompson    | 6:7(7), 4:6          |
| Finalista     | 8. | 29 października 2017 | Wiedeń       | Twarda (hala) | Marcelo Demoliner | Rohan Bopanna Pablo Cuevas            | 6:7(7), 7:6(4), 9–11 |

#### Gra mieszana (0–1)
| Końcowy wynik | Nr | Data             | Turniej            | Nawierzchnia | Partnerka             | Przeciwnicy                 | Wynik finału   |
| ------------- | -- | ---------------- | ------------------ | ------------ | --------------------- | --------------------------- | -------------- |
| Finalista     | 1. | 11 września 2015 | US Open, Nowy Jork | Twarda       | Bethanie Mattek-Sands | Martina Hingis Leander Paes | 4:6, 6:3, 7–10 |

### Starty wielkoszlemowe (gra pojedyncza)
| Turniej          | 2006  | 2007  | 2008  | 2009  | 2010  | 2011  | 2012  | 2013  | 2014  | 2015  | 2016  | 2017  | 2018  | 2019  | 2020  | 2021  | 2022  | Wygrane turnieje | Bilans w turnieju |
| ---------------- | ----- | ----- | ----- | ----- | ----- | ----- | ----- | ----- | ----- | ----- | ----- | ----- | ----- | ----- | ----- | ----- | ----- | ---------------- | ----------------- |
| Australian Open  | –     | 3R    | 3R    | 1R    | 1R    | 1R    | 2R    | 3R    | 3R    | 1R    | 1R    | 3R    | 2R    | 1R    | 3R    | 1R    | 1R    | 0 / 16           | 14–16             |
| French Open      | –     | 1R    | 1R    | 1R    | 1R    | 2R    | 1R    | 3R    | 2R    | 1R    | 1R    | 1R    | 2R    | –     | 1R    | 1R    | –     | 0 / 14           | 5–14              |
| Wimbledon        | –     | 1R    | 1R    | 2R    | 4R    | –     | 3R    | 1R    | 2R    | 2R    | QF    | SF    | 3R    | QF    | NH    | 2R    | 1R    | 0 / 14           | 24–14             |
| US Open          | 2R    | 1R    | 4R    | 3R    | 4R    | –     | 3R    | 2R    | 3R    | 1R    | 1R    | QF    | 1R    | 1R    | 1R    | 1R    | 1R    | 0 / 16           | 18–16             |
| Wygrane turnieje | 0 / 1 | 0 / 4 | 0 / 4 | 0 / 4 | 0 / 4 | 0 / 2 | 0 / 4 | 0 / 4 | 0 / 4 | 0 / 4 | 0 / 4 | 0 / 4 | 0 / 4 | 0 / 3 | 0 / 3 | 0 / 4 | 0 / 3 | 0 / 60           | N/A               |
| Bilans spotkań   | 1–1   | 2–4   | 5–4   | 3–4   | 6–4   | 1–2   | 5–4   | 5–4   | 6–4   | 1–4   | 4–4   | 9–4   | 4–4   | 4–3   | 2–3   | 1–4   | 0–3   | N/A              | 61–60             |